# Spetsig bägarlav
Spetsig bägarlav (Cladonia acuminata) är en lavart som först beskrevs av Erik Acharius, och fick sitt nu gällande namn av Nyl. ex Norrl. Spetsig bägarlav ingår i släktet Cladonia och familjen Cladoniaceae.  Arten är reproducerande i Sverige. Inga underarter finns listade i Catalogue of Life.